# سوزانا آماتونی
شوشانیک (سوسانا) باکنی آماتونی (ارمنی: Շուշանիկ (Սուսաննա) Բակենի Ամատունի؛ ۲۸ فوریهٔ ۱۹۲۴ – ۲۰ مارس ۲۰۱۰) آهنگساز اهل ارمنستان، استاد هنر (۱۹۸۸)، موسیقی‌شناس، استاد افتخاری دانشگاه در اتحاد جماهیر شوروی (۱۹۶۶) بود.

## زندگی‌نامه
سوزانا در سال ۱۹۲۴ در ایروان به دنیا آمد. در سال ۱۹۴۳ او از دانشگاه دولتی دانشگاه دولتی شیراک، در گیومری ارمنستان، فیزیک و ریاضی و در سال ۱۹۴۴ در کالج موسیقی کارا Murza در Leninakan فارغ‌التحصیل شد. در سال ۱۹۵۱ به ارمنستان بازگشت و تا سال ۱۹۶۸ در مدرسه موسیقی chaikovsky ایروان تدریس کرد. در سال ۱۹۶۱ از او دعوت شد تا در کنسرواتوار دولتی کومیتاس ایروان تدریس کند. او روش منحصر به فرد خود را ابداع کرد و دوره ویژه‌ای را برای این متد موسیقی آموزش داد. علاوه بر این موضوع، S.B. Amatuni روش تدریس پیانو و دوره‌های دیگر را آموزش داد. در سال ۱۹۸۸ به خاطر مونوگرافی آرنو باباجانیان از او تجلیل شد.

## آثار
پروفسور آماتونی نویسنده بیش از ۵۰ مقاله علمی است. او در چندین کنفرانس علمی در شهرهای مختلف اتحاد جماهیر شوروی: مسکو، لنینگراد، تفلیس، ایروان شرکت کرد.

## نگارخانه

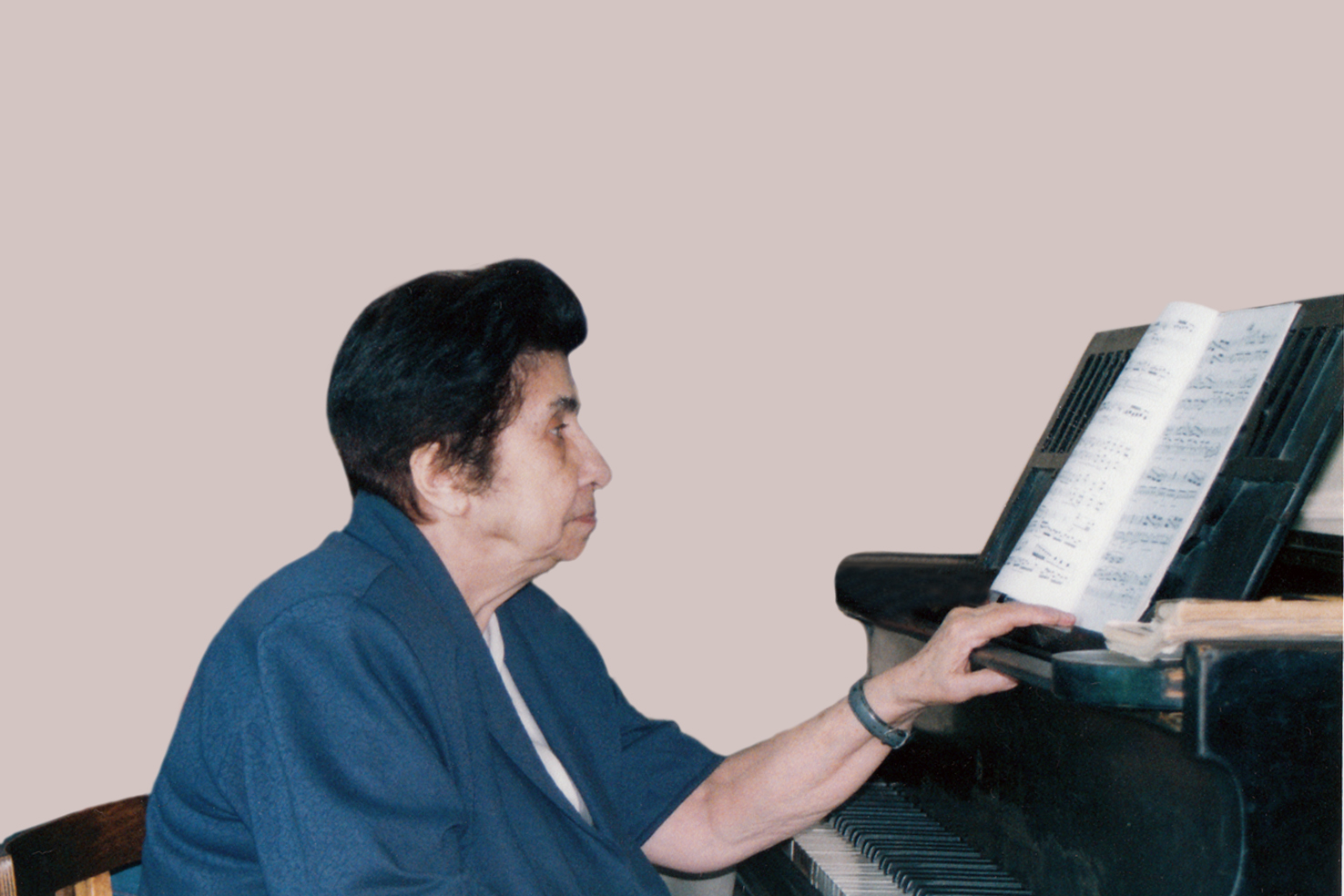
سوزانا آماتونی در سال ۲۰۰۰
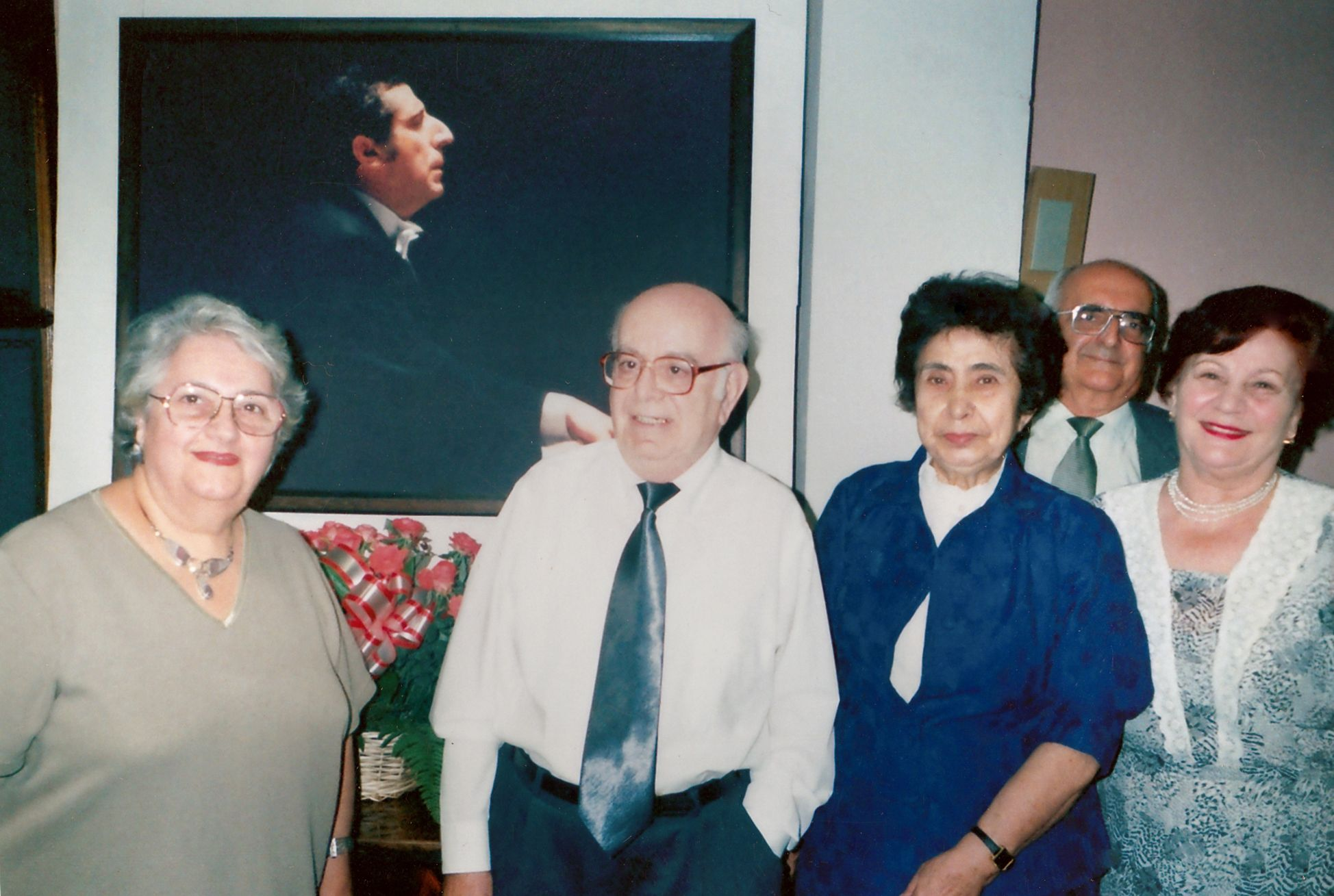
سوزانا آماتونی و همکارانش